# Städtische Werke Magdeburg
Die Städtischen Werke Magdeburg GmbH & Co. KG (Kurz: SWM) sind ein Versorgungs- und Dienstleistungsunternehmen mit dem Kernbereich der Energieversorgung. Das Unternehmen hat seinen Sitz in der Landeshauptstadt Sachsen-Anhalts, Magdeburg.

## Produkte
Die fünf Dienstleistungen, die sich die SWM zur Hauptaufgabe gemacht haben, sind Strom, Gas, Wasser, Wärme und Entsorgung. Mit ihren Mitarbeitenden zählen die SWM zu den Großunternehmen Sachsen-Anhalts. Die Gesellschafter sind die Landeshauptstadt Magdeburg mit einem Anteil von 54 Prozent, die Avacon AG mit einem Anteil von 26,67 Prozent sowie die Gelsenwasser AG mit einem Anteil von 19,33 Prozent.

### Strom
Im Stadtgebiet Magdeburg werden neben der Allgemeinen Grundversorgung weitere Tarife angeboten: SWMspar, SWMnatur, SWMregio und SWMprofi. Hierbei beziehen Kunden mit dem Tarif SWMnatur 100-prozentig regenerative Energie, die in SWM eigenen Biomasseheizkraftwerken und aus Windenergie aus der Region erzeugt wird.
Seit dem 1. September 2007 bieten die SWM unter dem Produktnamen Turbine bundesweit Strom, Heizstrom und Gas an.

## Service
Die SWM Card ist eine übertragbare Kundenkarte, die außer vom Karteninhaber auch von drei weiteren Personen seiner Wahl genutzt werden kann.
Mit dem vierteljährlich erscheinenden Magazin SWMkurier werden die Kunden der SWM regelmäßig über Neuerungen, Änderungen, Vorteile und Aktionen sowie Vergünstigungen im Rahmen der SWM Card informiert.
Das Kundencenter dient zum einen der persönlichen Information der Kunden und zum anderen der Beratungsmöglichkeit über beispielsweise Modernisierung und Sanierung, erneuerbare Energien, moderne Wasserspartechnik und energiesparende Haushaltsgeräte.
Telefonische Hilfe wird mit dem Servicetelefon an fünf Werktagen in der Woche gewährleistet. Jeweils eine Notfallrufnummer für Strom (SWM Netze), Erdgas, Wasser/Abwasser und Wärme ist rund um die Uhr geschaltet.
Das Onlinecenter der SWM ermöglicht es dem Kunden, jederzeit Einblick in seine Vertragsverhältnisse zu bekommen und Vertragsangelegenheiten online abzuwickeln. Ebenso schnell und unproblematisch können hier Änderungen des Vertrags oder der persönlichen Daten vom Kunden vorgenommen werden.

## Beteiligungen
Die SWM sind beteiligt an:
- Abwassergesellschaft Magdeburg mbH (AGM)
- Energie Mess- und Servicedienste GmbH (ENERMESS)
- Erdgas Mittelsachsen GmbH (EMS)
- MDCC Magdeburg-City-Com[2]
- Magdeburger Hafen GmbH (MHG)
- Müllheizkraftwerk Magdeburg-Rothensee GmbH
- Netze Magdeburg GmbH
- Stadtwerke Stendal GmbH
- Trinkwasserversorgung Magdeburg GmbH (TWM)
- Windpark GmbH & Co. Rothensee KG
- Stromversorgung Zerbst GmbH Co. KG[3]

## Geschichte
| Jahr | Ereignis |
| ---- | --- |
| 1852 | Erstes Gas-Werk: Umstellung der Straßenbeleuchtung (500 Lampen) von Öl auf Gas                                                                  |
| 1896 | Erstes Elektrizitätswerk (1.800 kW) |
| 1953 | Ver- und Entsorgung in staatlicher Hand |
| 1993 | Gründung Städtische Werke Magdeburg GmbH |
| 1993 | Übernahme Stromversorgung |
| 1994 | Übernahme Wasserversorgung |
| 1994 | Übernahme Wärmeversorgung |
| 1994 | Abschluss der Umstellung auf Gas |
| 1994 | Aufnahme der Betriebsführung Abwasser |
| 1997 | Gründung der Tochter „Magdeburg-City-Com GmbH“ (MDCC)                                                                                           |
| 1999 | Inbetriebnahme des Motorheizkraftwerkes |
| 2000 | Gründung der Energiegemeinschaft Mega |
| 2001 | Gründung der Tochter „MHKW Rothensee GmbH“ |
| 2003 | Übernahme von Anteilen der „Stadtwerke Altmärkische Gas-, Wasser- und Elektrizitätswerke GmbH Stendal“                                          |
| 2003 | 100-prozentiger Erwerb der „WGS Wasser-Gas-Service GmbH“                                                                                        |
| 2003 | Übernahme von Anteilen an der „Magdeburger Hafen GmbH“                                                                                          |
| 2004 | Gründung der Tochter „HSN Magdeburg GmbH“ |
| 2004 | Übernahme von Anteilen an der „Magdeburger Gas- und Wasserzähler GmbH“                                                                          |
| 2006 | Gründung der Tochter „Abwassergesellschaft Magdeburg mbH“                                                                                       |
| 2007 | Gründung der Tochter „Energie Mess- und Servicedienste GmbH“ aus der WGS Wasser-Gas-Service GmbH und der Magdeburger Gas- und Wasserzähler GmbH |
| 2010 | Übernahme von Anteilen „Windpark GmbH & Co. Rothensee KG“                                                                                       |
| 2012 | Übernahme Anteile an der „Stromversorgung Zerbst GmbH & Co. KG“                                                                                 |
| 2012 | Übernahme Anteile an der „Erdgas Mittelsachsen GmbH (EMS)“                                                                                      |
| 2012 | Umfirmierung in „Städtische Werke Magdeburg GmbH & Co. KG“                                                                                      |
| 2013 | Jubiläum – 20 Jahre SWM Magdeburg; Umgestaltung und Neueröffnung des Kundencenters                                                              |